# Битва за Браїлів (1917)
Битва за Браїлiв (15 грудня 1917 року) — бій між більшовиками та УНР. Більшовики йшли на Вінницю з метою розгромити уряд УНР, незабаром було віддано наказ Павлу Скоропадському захистити Вінницю, наказ успішно виконано. Бій закінчився перемогою УНР.

## Вандалізм червоноармійців
У районах Поділля, включаючи області навколо Браїлова, більшовики влаштовували «чистки», які були спрямовані проти багатого населення та їхнього майна, фактично це було актами вандалізму проти поміщиків, фабрикантів та заводчиків. Під час актів вандалізму більшовики були п'яними, також зняли 100 пуд телефонної мережі та 8 телефонних апаратів, збитки на 8000 рублів. Також були погроми проти єврейського населення, навіть пишеться, що замахи на чужу власність з боку більшовиків стали буденністю і те, що погромісти з вандалами були безкарними у більшовицькій армії.

## Битва
На Правобережжі України ветерани-більшовики, вже розформірованого на той момент другого корпусу, який був гвардійським у складі РІА, розпочали новий наступ від Жмеринки на схід у напрямку Вінниці. Вони мали на меті захопити Вінницю, де розташовувалася Директорія УНР та військовий склад УНР. Петлюра терміново направив під Вінницю частини 2-ї дивізії корпусу під командуванням Павла Скоропадського. У селищі Браїлів 15 грудня частини окремих бунтівних червоних солдатів були повністю роззброєні (були роззброєні  2 батареї 4-го стрілецького полку й 2 батареї), дивізії 1-го українського корпусу оточили ворога і розброїли ще два батальйони 4-го гвардійсько-стрілецького бригади червоної армії, потім червоноармійці почали артерілійскій вогонь на Браїлів, потім коли українці почали погрожувати іншим позиціям червоних з Вапнярки та Журавльовки, то вони відступили, Феєрабенд повідомив про свою невдачу в Браїліві. Завдяки цьому з боку військ УНР битву було виграно. Сили червоних змушені були відступити до Жмеринки. Всі захоплені та роззброєні війська червоної армії були відправлені до північної «Великоросії», що підкріплює повний провал червоної армії під Вінницею.

## Наслідки
Наслідки були важкими для обох сторін. У більшовиків — це деморалізація всього корпусу і згодом відмова від рішучих дій на 10 днів. В Українській армії — після того як Скоропадський залишив посаду командувача Правобережної армії УНР, почався хаос, який заважав українському командуванню робити якісь рішучі воєнні дії проти більшовиків, включаючи наступ. Також, після захоплень деяких районів через високу військову злочинність щодо чужого майна УЦР робила заходи проти вандалізму. Всі захоплені та роззброєні війська червоної армії були відправлені до північної «Великоросії», що підкріплює повний провал червоної армії під Вінницею.